# Refetor de Santa Apollonia

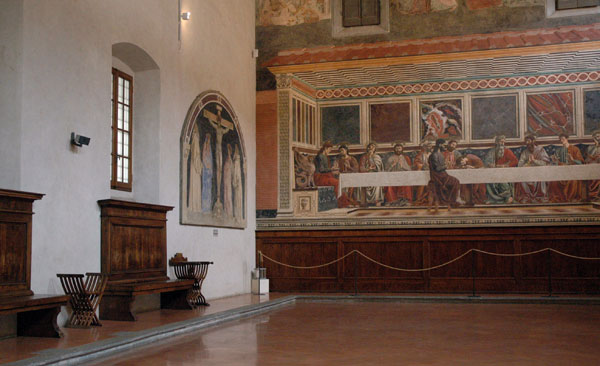
Interior del refetor de Santa Apollonia

El refetor de Santa Apollonia (Cenacolo de Sant’Apollonia) pertanyia a l'antic monestir de Santa Apollonia, ara suprimit, un dels cenobis femenins més importants de la ciutat de Florència (Toscana, Itàlia). Es troba al nord del centre històric, prop de San Marco.
Actualment és el Museu d'Andrea del Castagno, una entitat independent de la resta de l'antic complex monàstic que des que va quedar desafectat s'utilitza per a diferents finalitats.

## Història
El monestir de Santa Apollonia de Florència fou fundat per Piero di Ser Mino el 1339, possiblement sobre una construcció anterior, i destinat a monges benedictines, de la branca camaldulenca. El 1440 fou unit a un altre monestir alhora que es van portar a terme importants obres, entre les quals el claustre i el refetor. És en aquella època quan Andrea del Castagno (1421?-1457) va decorar aquesta sala amb un Sant sopar.
El convent fou suprimit el 1866 i va passar a utilitzar-se de caserna. El 1891 el refetor es va obrir al públic per poder mostrar la pintura mural, des del 1911 com museu. El claustre del segle xv forma part de la Universitat de Florència i l'església és una sala d'actes.

## ElSant Sopar

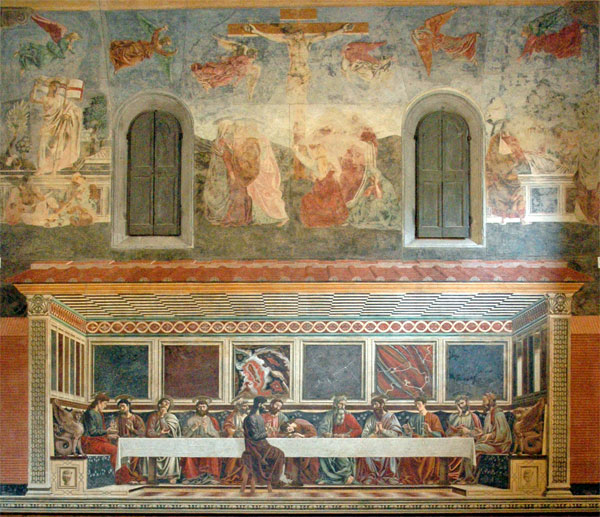
El Sant Sopar sota les escenes de la Passió

El refetor de Santa Apollonia, una gran sala rectangular amb finestres altes, és decorat amb diverses pintures murals, la més important és, segurament l'impressionant Sant Sopar d'Andrea del Castagno. En italià s'utilitza el mot "cenacolo" tant per la sala utilitzada com a menjador de les monges, el que coneixem com refetor, com també per l'escena del Sant Sopar (o Santa Cena) que la decora. A més és també el Cenacle, el lloc on hom considera que Jesús va celebrar la Cena amb els apòstols. El Sant Sopar de Santa Apollonia no és un cas únic, a Florència hi ha una àmplia sèrie de "cenacolos", que es van fer entre els segles xiv, xv i xvi.
Aquest mural era amagat i desconegut pels estudiosos degut a l'estricta clausura que es practicava al monestir, no va ser fins que aquest va quedar desafectat i sense comunitat que es va començar a conèixer, publicar i finalment obrir al públic el 1891.
Inicialment es va atribuir l'autoria a Paolo Uccello, però més endavant hom va concloure que fou Andrea del Castagno qui va fer l'obra, el 1447. Representa els apòstols asseguts a taula. Tots ells i Jesús es troben darrere aquesta taula, excepte Judes, assegut de perfil al davant. El fons és decorat amb plafons de marbre, també pintats.

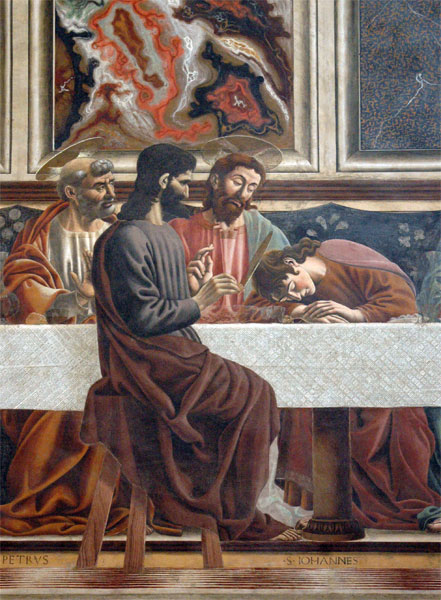
Detall del mural

## Altres murals
Al refetor es conserven també altres obres d'Andrea del Castagno:
Sobre el Sant Sopar hi ha un altre mural, que havia estat amagat sota una capa de pintura i ara està deteriorat. Al centre hi ha una Crucifixió i als laterals una Resurrecció de Crist i un Enterrament de Crist, separats per finestres.
Una lluneta amb una Imago Pietatis, procedent del claustre del mateix monestir.
Mural amb la Crucifixió entre la Mare de Déu, sant Joan i sants benedictins, aquest procedent del claustre de Santa Maria degli Angeli, un monestir masculí camaldulenc de la mateixa Florència, molt proper a aquest.

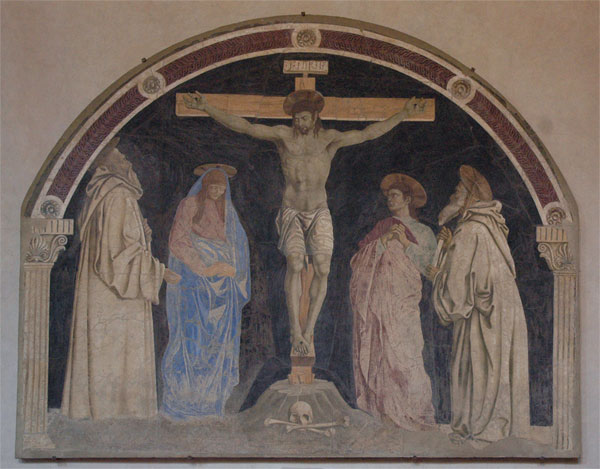
Crucifixió entre la Mare de Déu, sant Joan i sants benedictins
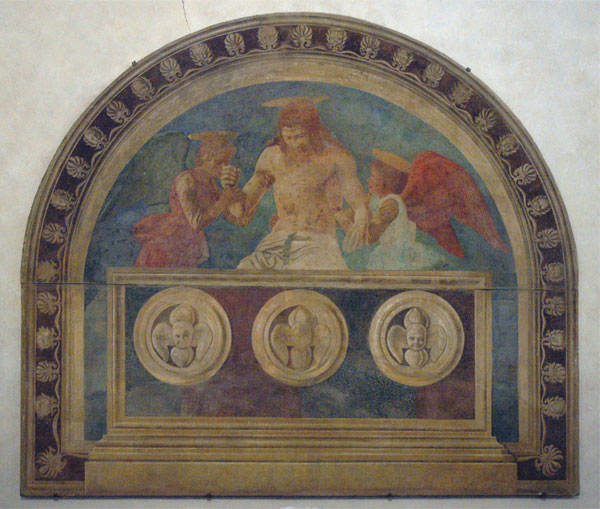
Imago Pietatis